# メルセデス・ベンツ・W212
W212/S212/C207/A207は、メルセデス・ベンツの4代目Eクラスを指すコードネームである。頭文字の“W”はセダン、“S”はステーションワゴン、“C”はクーペ、“A”はカブリオレを表す。

## 概要

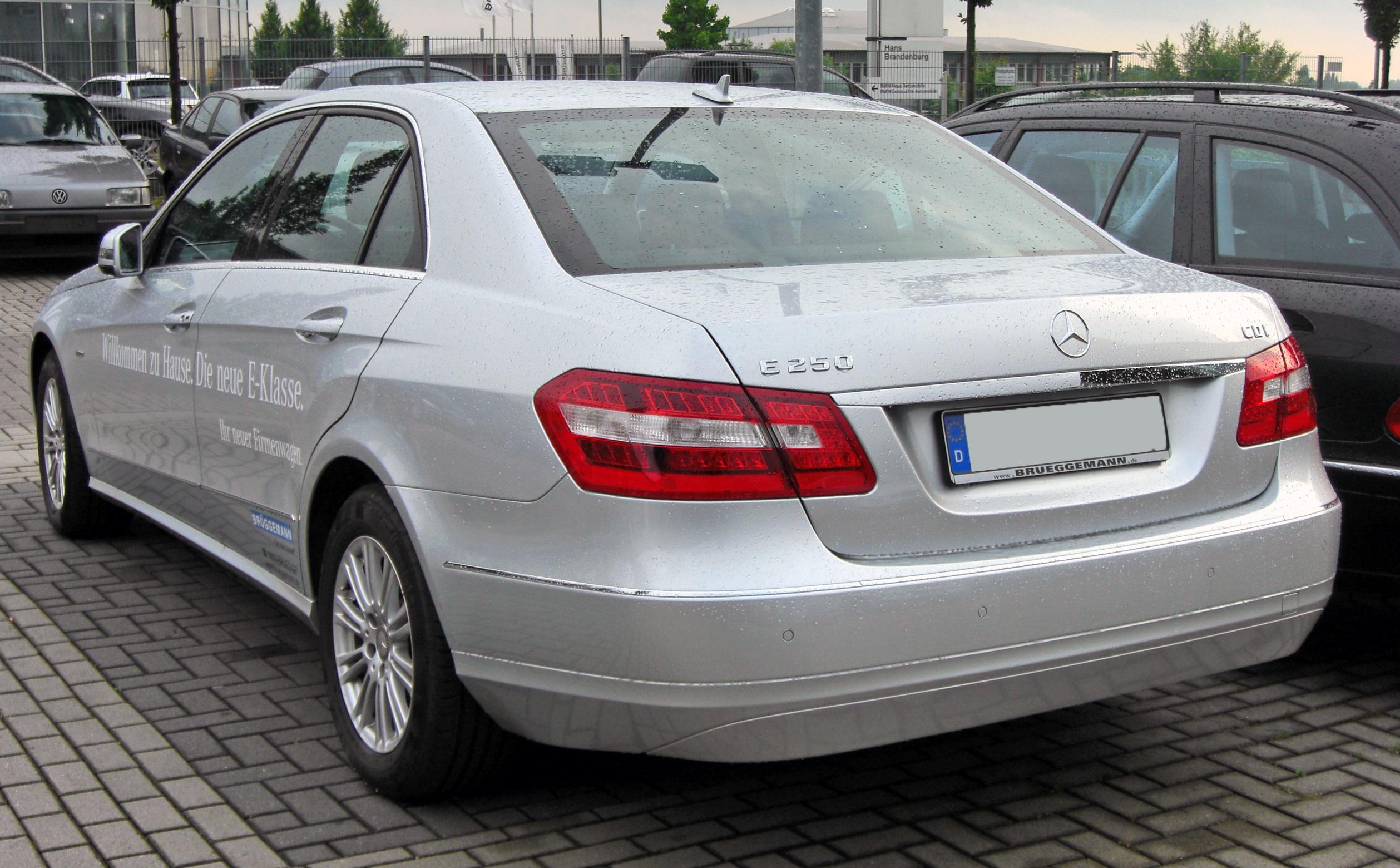
E250 CDI (前期型)

2009年の北米国際オートショーで正式デビュー、日本国内では同年の6月にデリバリーが開始。W210から採用され続けてきた楕円型4灯式ヘッドライトは、斜め四角型のものへと変更されている。またW120で採用されていたポントンタイプと呼ばれるリアフェンダーを強調するサイドプレスラインが取り入れられた。
しかし角型４灯式のヘッドランプとポントンタイプのフェンダーラインは不評のために販売面は不調だった。このため、2012年にはヘッドランプは２灯式風に改められ、またポントンタイプのプレスも水平基調の穏やかなものに改められたものの、前代のW211の不具合の影響とW212のデザインの失敗により、ミドルクラスでのトップシェアを失っている。W212はV8エンジンを搭載するためにW204のホワイトボディーと全幅は同じで、ドアの厚みと後席およびリアトランクがストレッチされているだけなので、ポントンタイプのプレスラインが無くなってデザイン上の差別性も弱くなっている。
機構面ではW211から引き続き採用された機能に加えてSクラス (W221)から採用された「COMANDシステム」も搭載された。安全面では「ニーバック」を含めた9つのエアバッグを筆頭に「NECK PRO (ネックプロ) アクティブヘッドレスト」「アクティブボンネット」「アダプティブハイビームアシスト」「アテンションアシスト」が採用された。
メーカーオプションとして、Sクラスから採用された「ナイトビューアシスト」の改良型である「ナイトビューアシストプラス」や、メルセデス初搭載の「レーンキーピングアシスト」などがある。ナビゲーション関係では、地上デジタル放送チューナー (日本仕様のみ) を搭載し、DVDからHDDへと変更された。
日本仕様は「COMANDシステム」が全車へ搭載されるとともに、E250 CGIとE63 AMG及びクーペを除く全車に「ダイレクトセレクト」も採用された。W211の後期モデルから登場したアバンギャルトSは廃止され、E250 CGIとE300のみエレガンスの設定がある。当初はディーゼル車はラインナップされておらず、ステーションワゴンと共にW211型が販売されていた。

### クーペとカブリオレ
セダンとは異なり、Cクラス (W204) のプラットフォームをベースに開発されている。ホイールベースや燃料タンク容量もW204と同じである。カブリオレは室内に発生する乱流を大幅に低減し、オープン時における乗員の快適性を向上させる「エアキャップ」とシートのヘッドレストに設けた吹き出し口から温風が吹き出し、前席乗員の首元を暖める「エアスカーフ」をオプションに設定するとともに、遮音性・耐候性・断熱性に優れたアコーディオンソフトトップを採用した。

### ハイブリッドカー
このモデルから、Eクラスとしては初となるハイブリッドカー「E400 Hybrid」が設定された。これは3.5Lガソリンエンジン+モーターの組み合わせであり、日・米・中の3カ国のみに導入されている。また、ディーゼルエンジン+モーターの「E300 BlueTEC Hybrid」も追加され、これはヨーロッパのみならず世界市場に展開されている。しかし、日本市場には未導入である。

## 歴史

### 2009年
5月
- セダンがフルモデルチェンジ。「E350 アバンギャルド」「E550 アバンギャルド」を販売開始。

7月
- セダンに「E300」、「E300 AVG」も含めた右ハンドル仕様車、並びに「E350 クーペ」「E550 クーペ」を販売開始。

8月
- セダンの「E63 AMG」を追加。

10月
- セダン及びクーペに「E250 CGI ブルーエフィシェンシー」、セダンの「E250 CGI ブルーエフィシェンシー アバンギャルド」販売開始。
- 13日には「E350 4MATIC アバンギャルド」が追加された。

### 2010年
2月
- ステーションワゴンがフルモデルチェンジ。「E250 ブルーエフィシェンシー」「E300」「E350」「E350 ブルーテック アバンギャルド」「E350 4MATIC アバンギャルド」「E550 アバンギャルド」「E63 AMG」の計7グレードを発売。同時にセダンにも「E350 ブルーテック アバンギャルド」を追加。

4月
- 「E350 カブリオレ」を追加発売[2][3]。

8月
- セダン及びステーションワゴンを仕様変更。「E63 AMG」に採用されていたLEDドライビングライトをセダン・ステーションワゴンの全グレードへ拡大すると共に、フォグランプ機能をヘッドライトユニットに集約。また、既に装備済みの「E350 ブルーテック アバンギャルド」を除くセダンの全グレードにSRSペルビスバッグを、同じく全グレードにアダプティブベルトフォースリミッターが後席にも拡大装備されたことで安全面も向上した。
- ユーザーの選択肢を広げるため、新たに複数のオプションパッケージが設けられ、「E550 アバンギャルド」に設定されるエクスクルージブパッケージでは無償で装着できる。
- 「E63 AMG」はレザーARTICOダッシュボードを採用すると共に、カーボン素材を多用したAMGカーボンエクステリアパッケージとAMGカーボンインテリアトリム、さらに「SLS AMG」にも採用されているAMGカーボンセラミックスブレーキのオプション設定を追加した[4]。

### 2011年
1月
- 自動車生誕125周年を記念し、特別仕様車「E250 CGI ブルーエフィシェンシー 125! Edition」のセダン&ステーションワゴン[5]及び、「E250 CGI ブルーエフィシェンシー アバンギャルド 125! Edition」[6]を発売。

4月
- 前述の特別仕様車3グレードを一部改良。トランスミッションを従来の5速ATから7速AT[7]に置換。緻密な制御と多段化によって燃費が向上した[8]。また、シフトレバーについても従来のパドルシフトから、ステアリングコラム右側の電子セレクトレバーとシフトパドルで操作するDIRECT SELECT (ダイレクトセレクト) に置換された。なお、価格は据え置きとなる。

7月
- 「E350 クーペ」と「E350 カブリオレ」を一部改良。エンジンを3.5L V型6気筒直噴BlueDIRECTに、トランスミッションを7速AT[7]にそれぞれ置換するとともに、ECOスタートストップ機能を搭載したことで環境性能が向上した[2][9]。なお、改良に伴って名称に“ブルーエフィシェンシー”が追加された。

11月
- 1日、「E250 ブルーエフィシェンシー クーペ」と「E550 クーペ」を一部改良。「E250」はトランスミッションを7速AT[7]に変更し、ECOスタートストップ機能を追加したことで燃費が向上[9]。「E550 クーペ」は、4.7L V型8気筒直噴ツインターボエンジンにダウンサイジング (5.5L→4.7L) しながらも出力・トルクとともに7速AT[7]とECOスタートストップ機能の搭載により燃費性能も向上し、名称に“ブルーエフィシェンシー” が追加された。
- 14日にはセダン&ステーションワゴンも一部改良。「E300」「E350」「E550」「E550 ステーションワゴン」の各アバンギャルドは先行で改良されたクーペ・カブリオレと同じパワートレインとECOスタートストップ機能を採用し、名称に“ブルーエフィシェンシー”が追加された。
- 「E300 ステーションワゴン」もパワートレインの変更、ECOスタートストップ機能の追加に加えてスポーティー仕様化され、「E300 ブルーエフィシェンシー ステーションワゴン AVG」となった。
- 「E250 ブルーエフィシェンシー」「E250 ブルーエフィシェンシー ステーションワゴン」「E250 ブルーエフィシェンシー アバンギャルド」にもECOスタートストップ機能を追加して燃費を向上するとともに、メモリー付パワーシート等の装備を追加。
- 4WDモデルは従来グレードと入れ替えで、「E300 4MATIC ブルーエフィシェンシー アバンギャルド」「E300 4MATIC ブルーエフィシェンシー アバンギャルド ステーションワゴン」を新グレードとして導入した。
- 「E63 AMG」「E63 AMG ステーションワゴン」も、5.5L V型8気筒ツインターボエンジンにダウンサイジング (6.2L→5.5L）しながらも高出力化[10]。
- 日本では初めてセダン・ステーションワゴンに、PRE-SAFEブレーキ（衝突被害軽減ブレーキ）やディストロニック・プラス（アダプティブクルーズコントロール）などをセットにした、レーダーセーフティパッケージがオプション設定された。

### 2012年
5月
- 15日に一部改良。「E250 ブルーエフィシェンシー」「E250 ブルーエフィシェンシー ステーションワゴン」は一部装備内容の見直しにより車両本体価格を39万円値下げ、「E250 ブルーエフィシェンシー アバンギャルド」はパノラミックスライディングルーフをオプション設定に変更したことで車両本体価格を43万円値下げ。
- 「E550 ブルーエフィシェンシー」「E550 ブルーエフィシェンシー ステーションワゴン」はダッシュボードとドアパネル上部にステッチ入りのレザーARTICOを採用。また、「E250 ブルーエフィシェンシー ステーションワゴン アバンギャルド」を追加。さらにオプションの内、AMGスポーツパッケージ、パノラミックスライディングルーフ、リアエンターテインメントシステムは、より多くのユーザーに選びやすいよう値下げを行った。
- 21日にはクーペ、カブリオレも一部改良。全車に18インチアルミホイール[11]を標準装備するとともに、「E550 ブルーエフィシェンシー クーペ」を除くクーペ全グレードとカブリオレはAMGスタイリングパッケージ、ダイナミックハンドリングパッケージ、パドルシフトも標準装備し、レーダーセーフティパッケージをオプション設定に追加した。

7月
- 24日、「E300 ブルーエフィシェンシー アバンギャルド」「E350 ブルーテック アバンギャルド」の限定車「E300 ブルーエフィシェンシー アバンギャルド リミテッド」「E350 ブルーテック アバンギャルド リミテッド」を発売[12][13]。

### 2013年
1月
- 9日、「E250 ブルーエフィシェンシー」「E250 ブルーエフィシェンシー ステーションワゴン アバンギャルド」「E300 ブルーエフィシェンシー アバンギャルド」の限定車「E250 ブルーエフィシェンシー アバンギャルド RSP リミテッド」「E250 ブルーエフィシェンシー ステーション アバンギャルド RSP リミテッド」「E300 ブルーエフィシェンシー アバンギャルド RSP リミテッド」を発売[14]。

5月
- 14日、“ブルーエフィシェンシー”の名称を廃止。
- セダン&ステーションワゴンをマイナーチェンジ。「E250」「E250 アバンギャルド」は世界初となる成層燃焼リーンバーン+ターボチャージャー+排ガス再循環装置（EGR）で構成されたM274型エンジン（2.0L直列4気筒BlueDIRECTターボ）に置換され、ECOスタートストップ機能を組み合わせたことで最高出力・最大トルク・燃費を向上[2][15]。
- クリーンディーゼル車の「E350 ブルーテック アバンギャルド」は642型エンジン（3.0L V型6気筒BlueTEC）を改良したことで最高出力・最大トルク共に大幅向上するとともに、ECOスタートストップ機能を追加してエンジンマネジメントの最適化により燃費も向上[15][16]。
- セダンにはEクラスとしては初となるハイブリッド車「E400 ハイブリッド アバンギャルド」を新設。すでに他のグレードに搭載されている276型エンジン（3.5L V型6気筒BlueDIRECT）に電気モーターを組み合わせたことでゆとりのある走行性能を実現した[15]。
- レーダーセーフティパッケージに、新たにステレオマルチパーパスカメラと後方のマルチモードミリ波レーダーを追加。レーダーとカメラの複合式となったことより、レーダーのみで歩行者認識が苦手だったPRE-SAFEブレーキは歩行者の認識も可能となり、ディストロニック・プラスにステアリングアシスト機能を、BAS（ブレーキ・アシスト・システム）プラスに飛び出し検知機能をそれぞれ追加し、リアCPA（被害軽減ブレーキ付後方衝突軽減システム）を追加装備した。
- レーダーセーフティパッケージの標準装備も拡大し、「E250」を除く全車に標準装備[17]となった。
- Eクラスのトレードマークである4灯ヘッドライトを最新のデザイン手法によって再現したLEDハイパフォーマンスヘッドライトを採用したほか、リアのLEDリアコンビランプのデザインを変更した。
- ハイパフォーマンスモデルの「E63 AMG」には、AMG初のパフォーマンス志向四輪駆動機構[18]を搭載した4WD車「E63 AMG 4MATIC」、5.5L V型8気筒直噴ツインターボエンジンに専用チューニングを施した「E63 AMG S」（セダンのみ）、および同仕様の4WD車「E63 AMG S 4MATIC」が新たに追加された。

### 2014年
4月
- 24日、セダン・ステーションワゴンを一部改良。一部グレードで装備内容やオプションの価格見直しが行われ、「E300 アバンギャルド」「E300 4MATIC アバンギャルド」「E350 ブルーテック アバンギャルド」に前席シートヒーターを、「E350 アバンギャルド」「E350 ブルーテック アバンギャルド」にAMGスポーツパッケージをそれぞれ標準装備化。また、「E300 アバンギャルド」「E300 4MATIC アバンギャルド」にオプション設定されているAMGスポーツパッケージと後席シートヒーター付本革シートはオプション価格の値下げを行った。

5月
- 28日、セダン・ステーションワゴンの現行モデルへのマイナーチェンジから1周年を記念した特別仕様車「E250 アバンギャルド 1st Anniversary Edition」「E250 ステーションワゴン アバンギャルド 1st Anniversary Edition」を発売[19]。

10月
- 24日、セダン・ステーションワゴンを一部改良。全モデルで8インチ大画面モニターとワイヤレスヘッドホンによるリアエンターテインメントシステムとherman/kardonロジック7サウランドオーディオシステムを組み合わせた、オーディオ&ビジュアルパッケージを新設定[20]。
- 「E250」と「E250 アバンギャルド」は、オプション設定となっていたレーダーセーフティパッケージに、360°カメラシステム[21]、前席シートヒーター、キーレスゴー、後席分割可倒式シートを追加して新たにパッケージ化したベーシックパッケージを新設定[22]。
- AMG S系モデルは、これまで標準装備だったAMGカーボンパッケージをオプション設定に変更し、価格の引き下げを行った。
- 「E550 ステーションワゴン アバンギャルド」は、触媒の変更を行った[2]。

### 2015年
2月
- 18日、「E350 アバンギャルド」「E350 ステーションワゴン アバンギャルド」に替わり、「E400 アバンギャルド」「E400 ステーションワゴン アバンギャルド」を追加[23]。既搭載の276型エンジンをツインターボ仕様に変更したことで最高出力・最大トルクを向上した。併せて、「E400 クーペ」には右ハンドル仕様を追加設定した。

3月
- 31日、ガソリン車の「E250」「E250 ステーションワゴン」に替わり、クリーンディーゼル車の「E220 ブルーテック」「E220 ブルーテック アバンギャルド」「E220 ブルーテック ステーションワゴン」「E220 ブルーテック ステーションワゴン アバンギャルド」を追加[24]。日本向けモデルでは初投入となる、ピエゾインジェクターを用いたコモンレールダイレクトインジェクションや651型エンジン（2.2L直列4気筒2ステージターボチャージャーBlueTec）を搭載することで、最高出力177 PS/最大トルク400 Nmの力強い動力性能と燃費性能[25]を両立した。

4月
- 23日、「E250 クーペ」「E250 カブリオレ」を一部改良[26]。これまでオプション設定[27]されていた前席シートヒーター付本革シートを標準装備化した[28]。

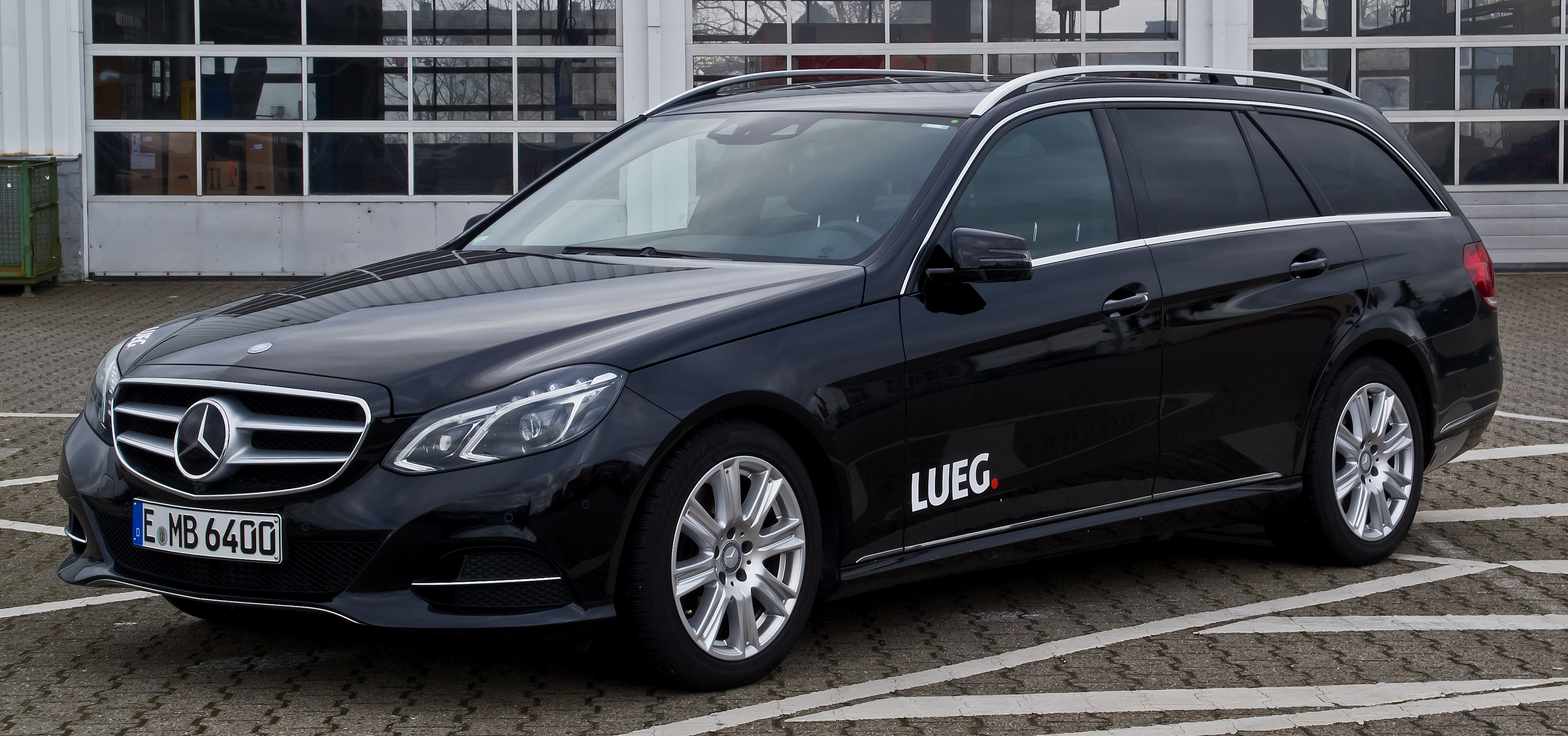
S212 E350 BlueTEC (後期型)
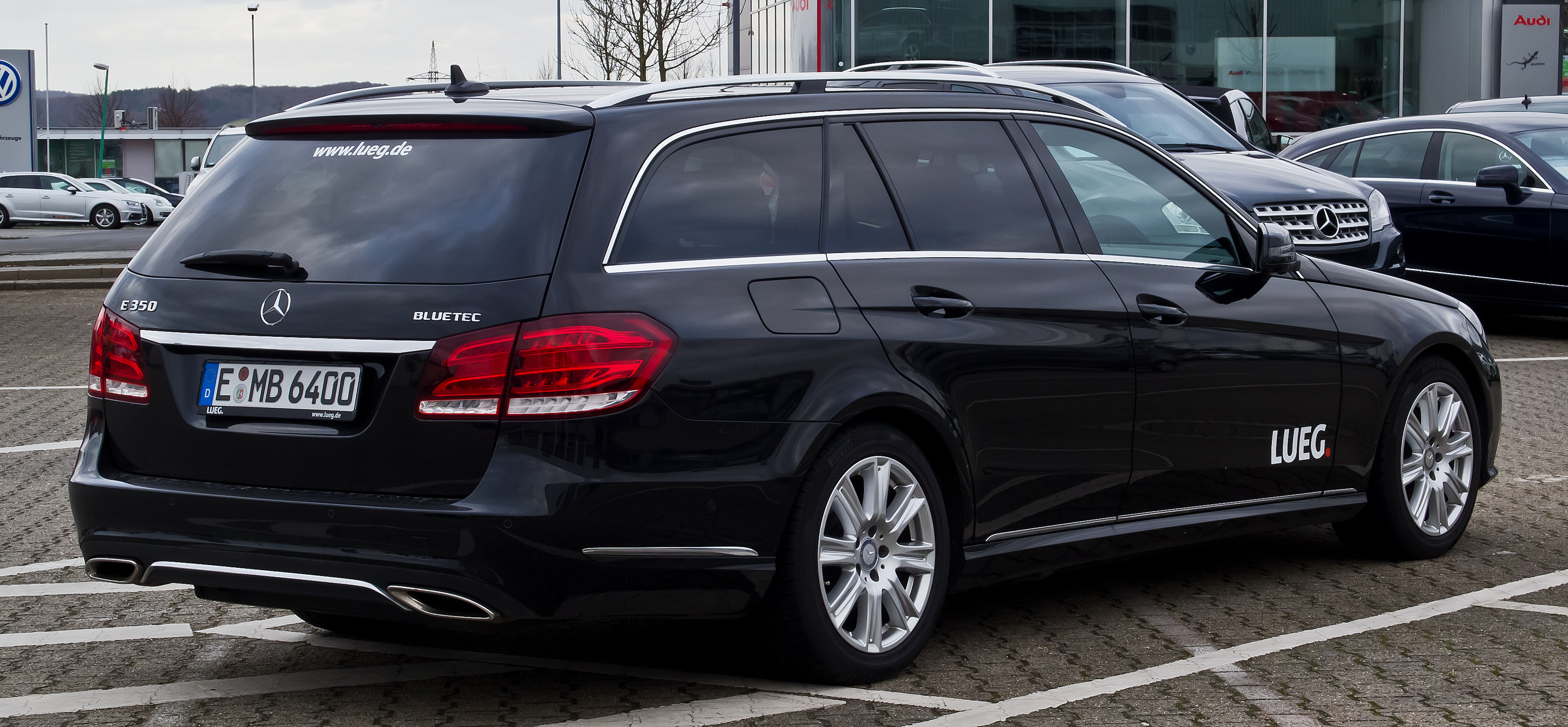
S212 E350 BlueTEC (後期型)
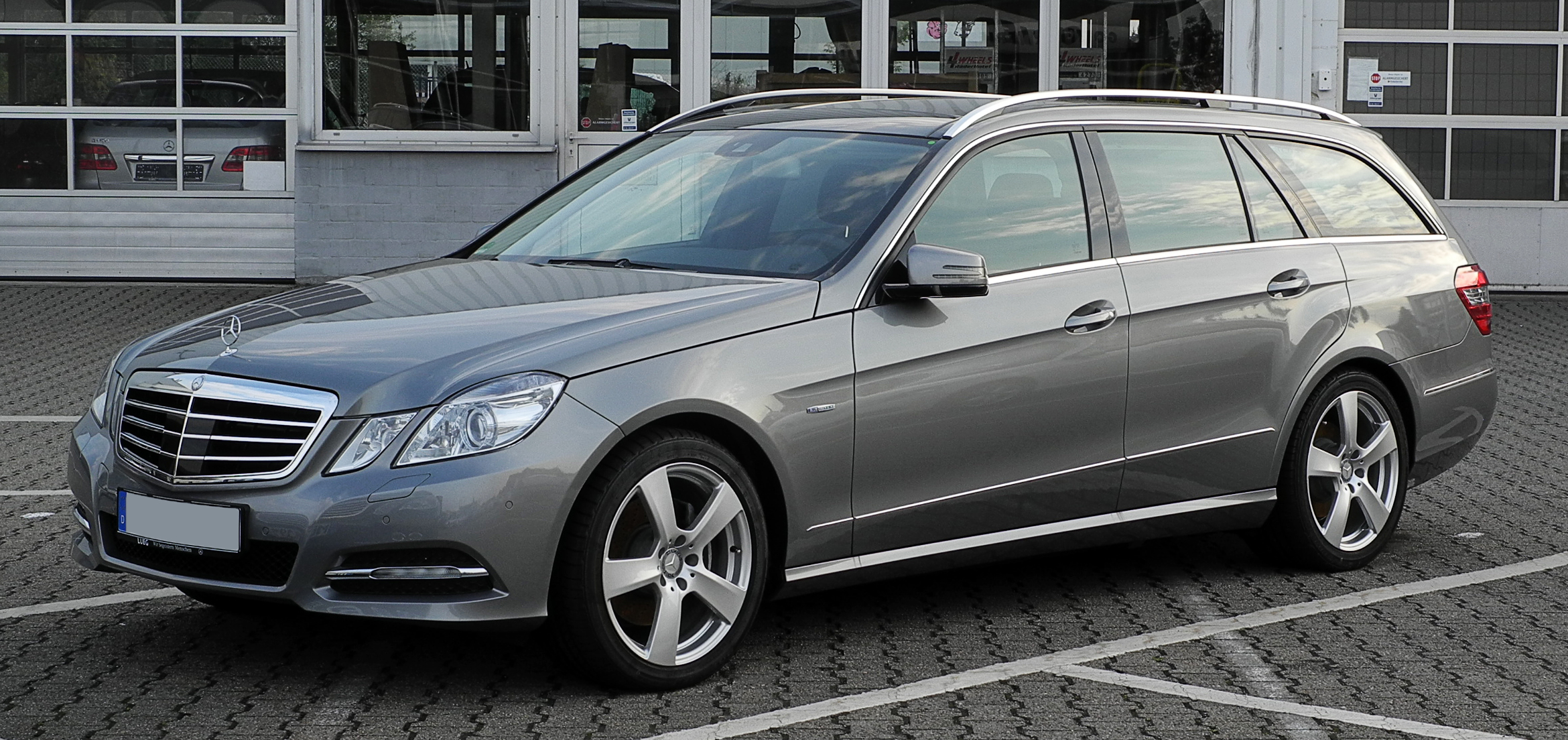
S212 E350 CDI (前期型)
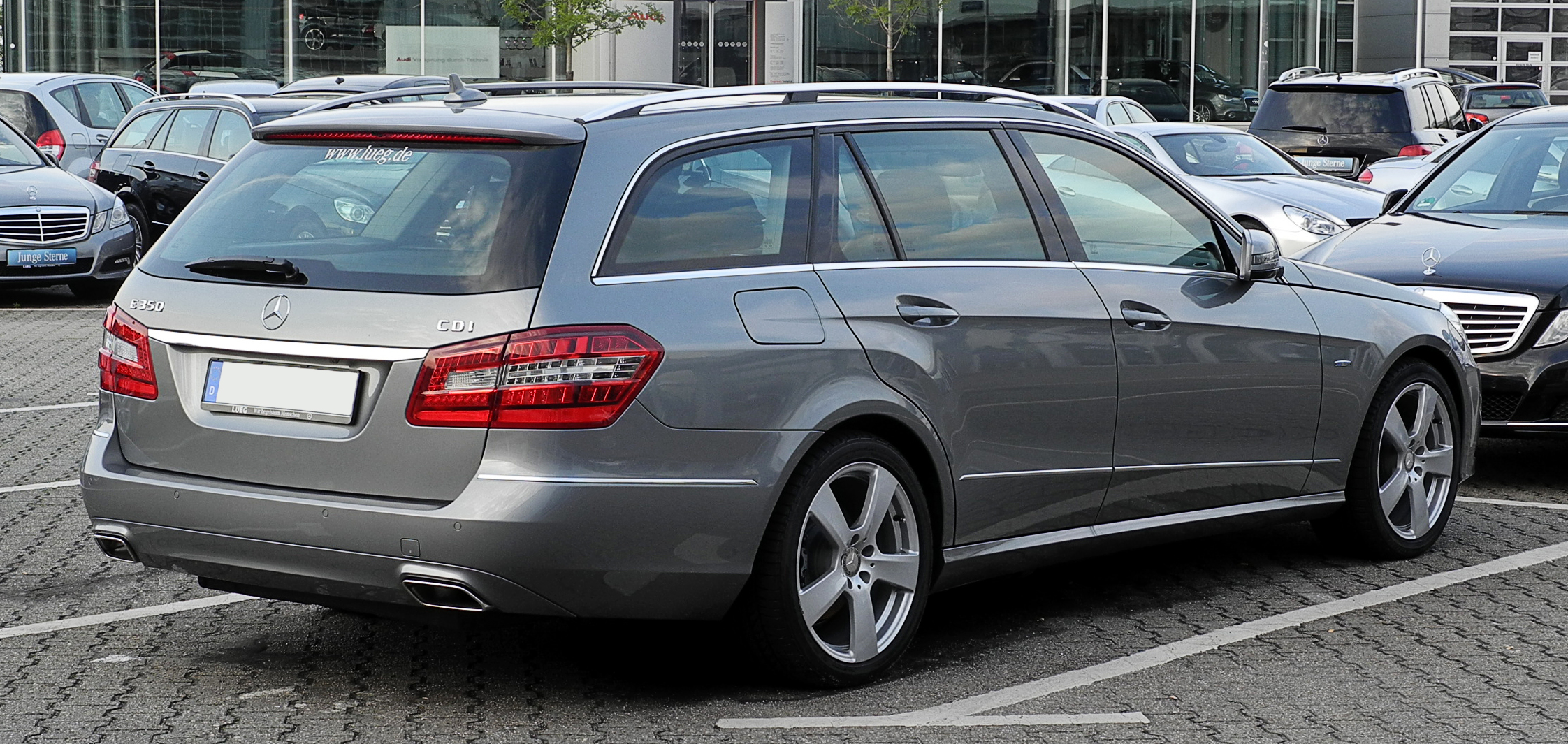
S212 E350 CDI (前期型)

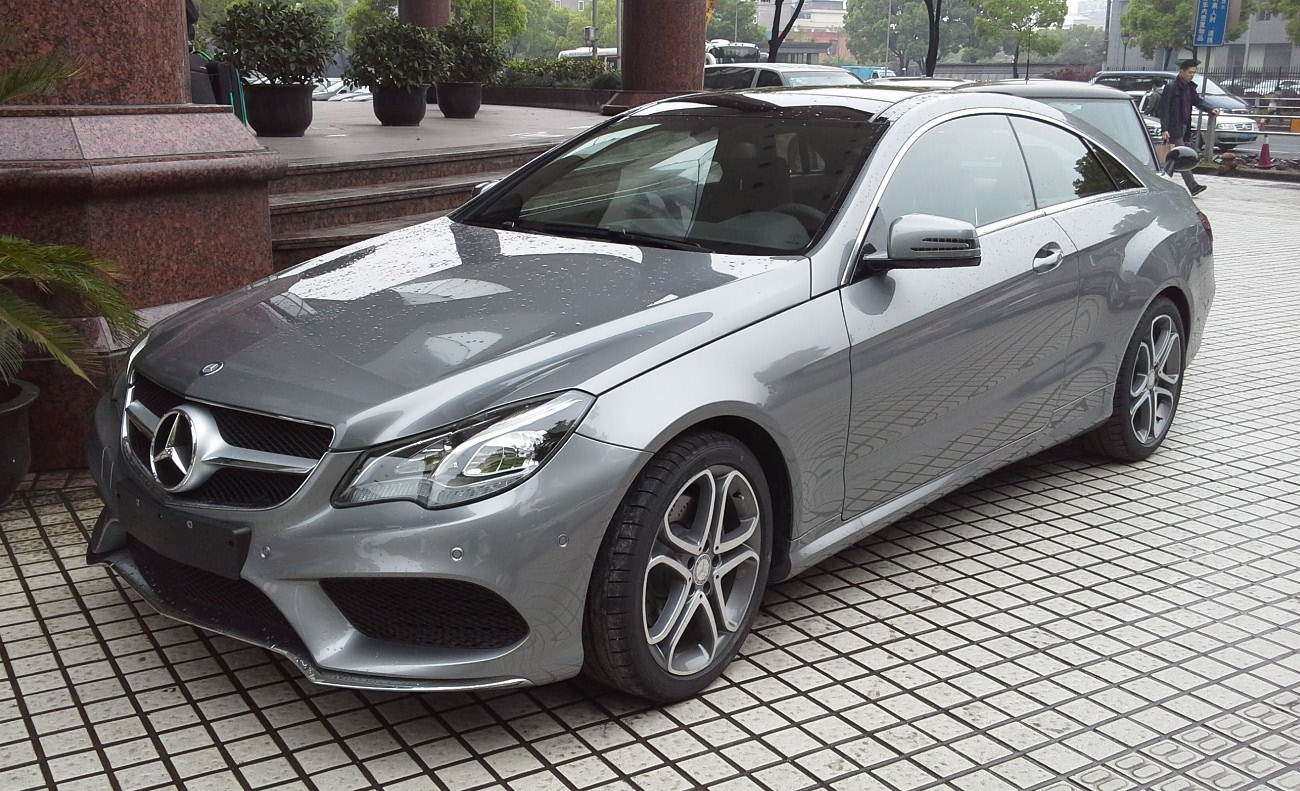
C207 E200 (後期型)
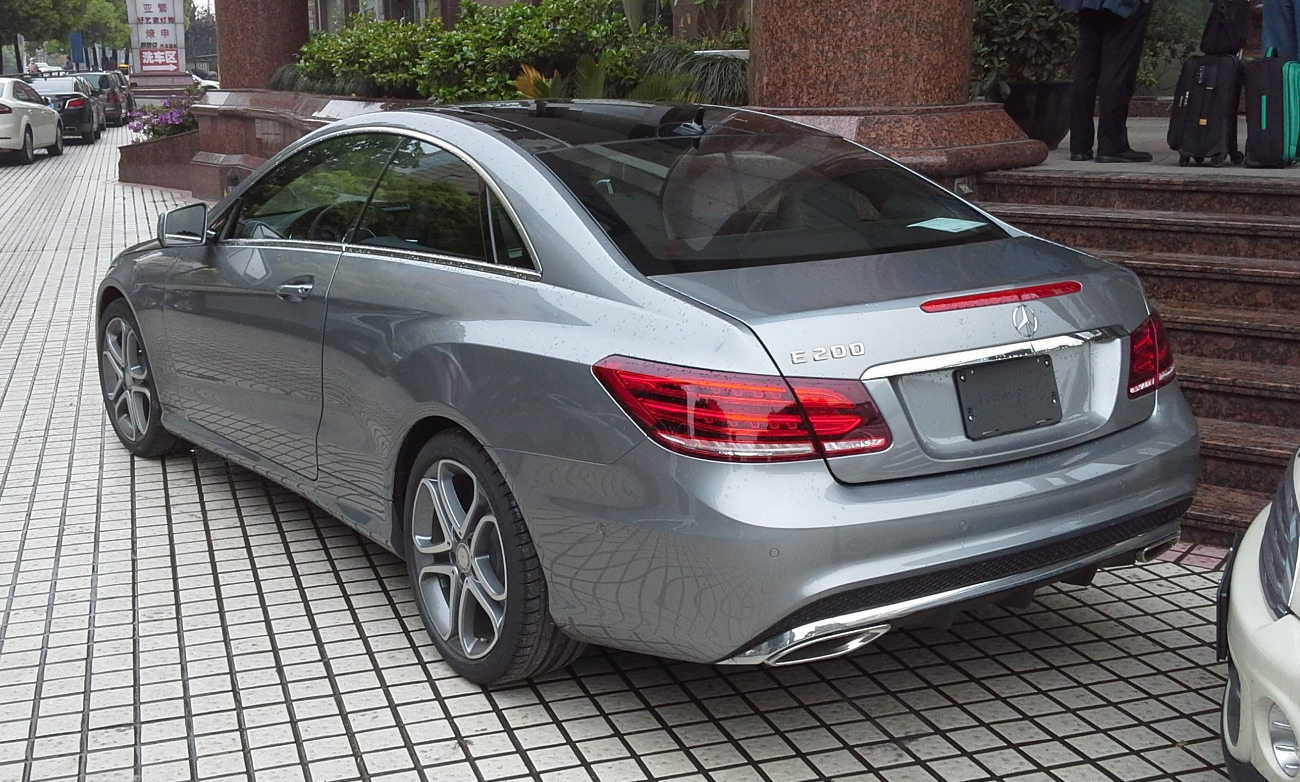
C207 E200 (後期型)
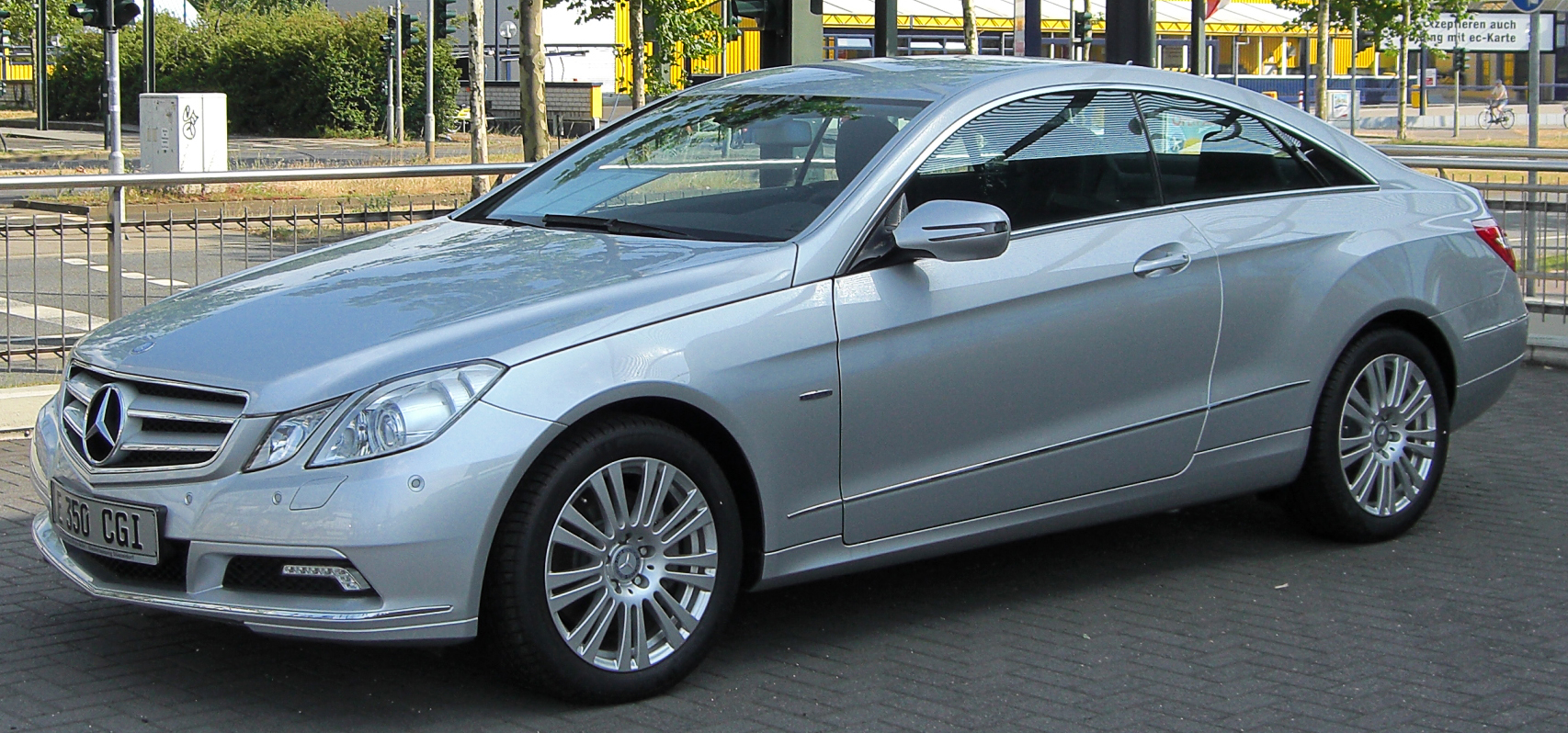
C207 E350 CGI (前期型)
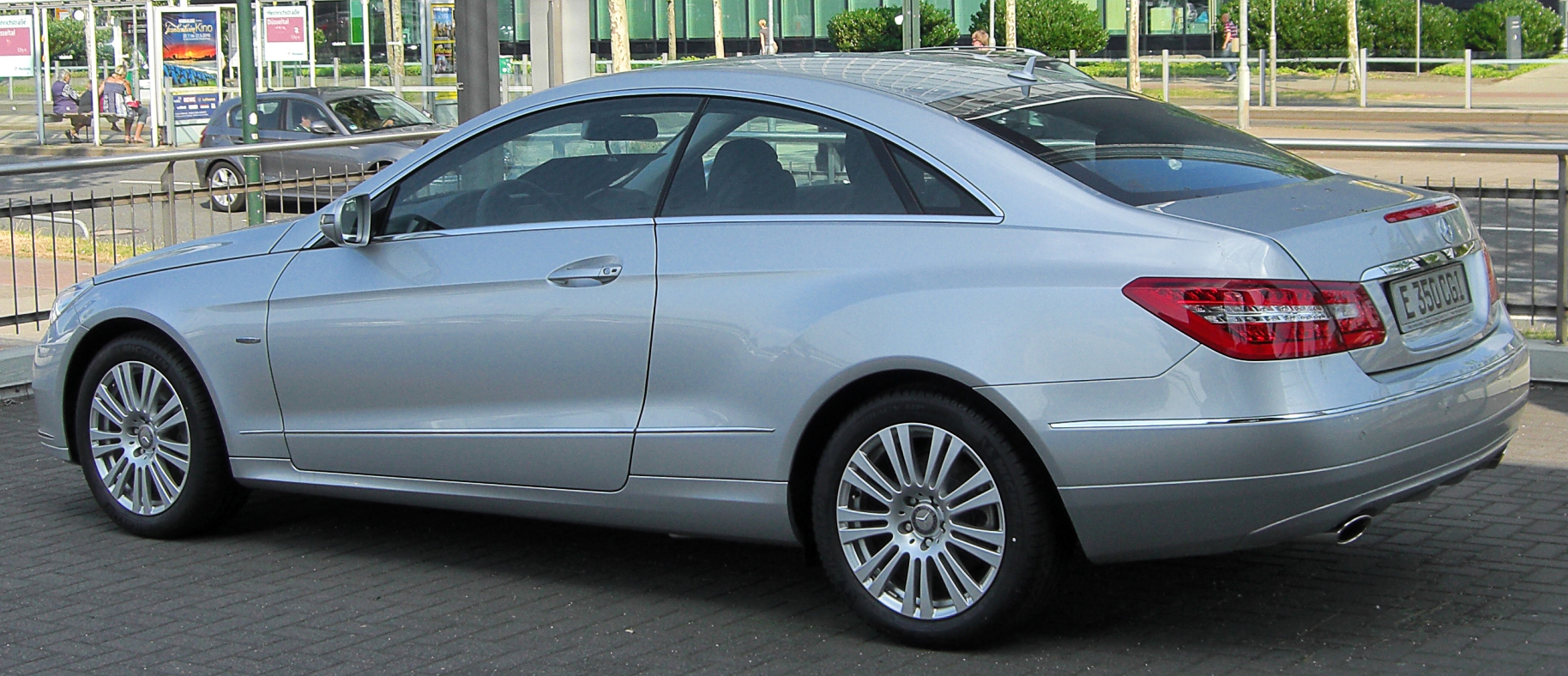
C207 E350 CGI (前期型)

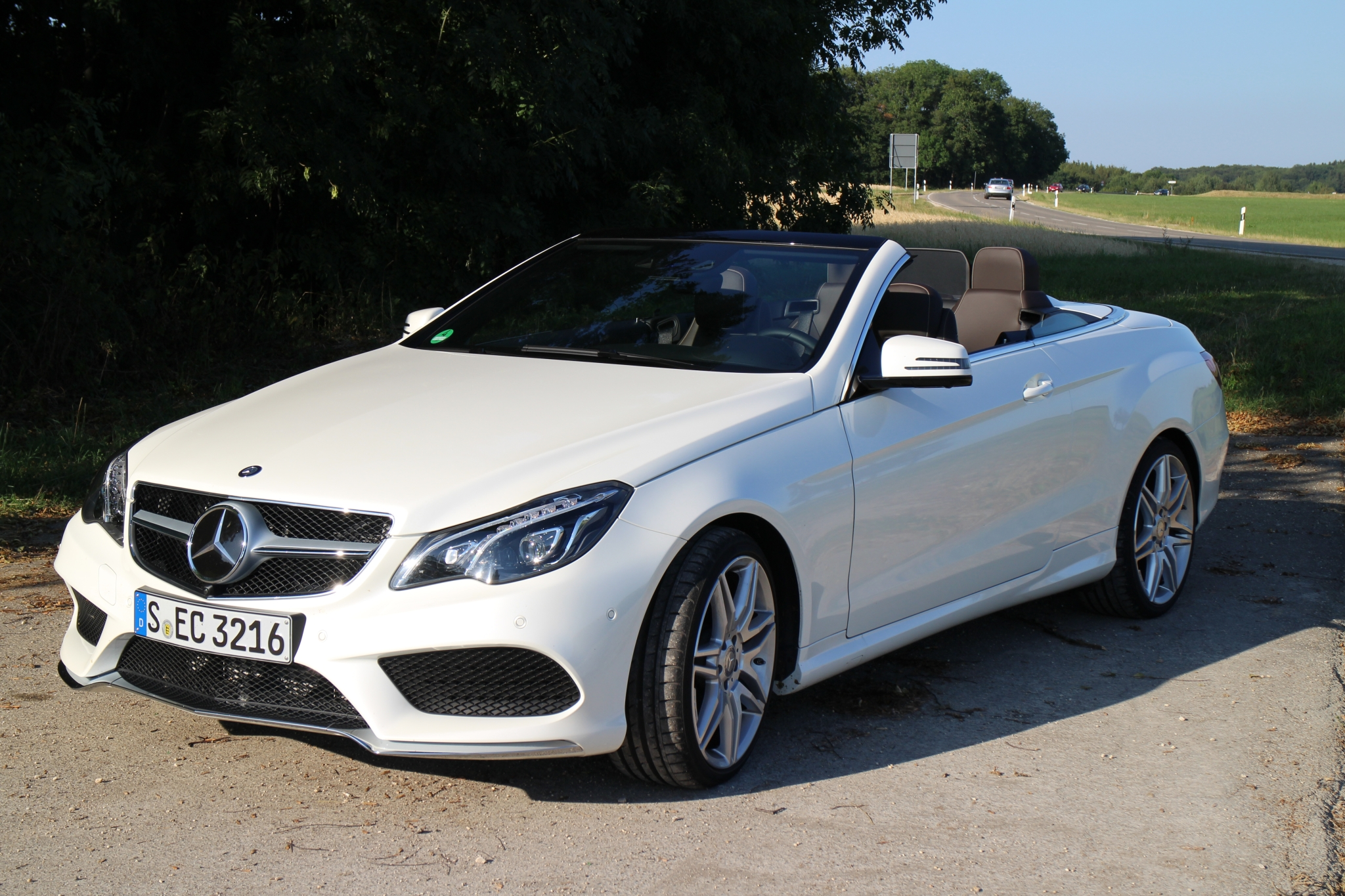
A207 (後期型)
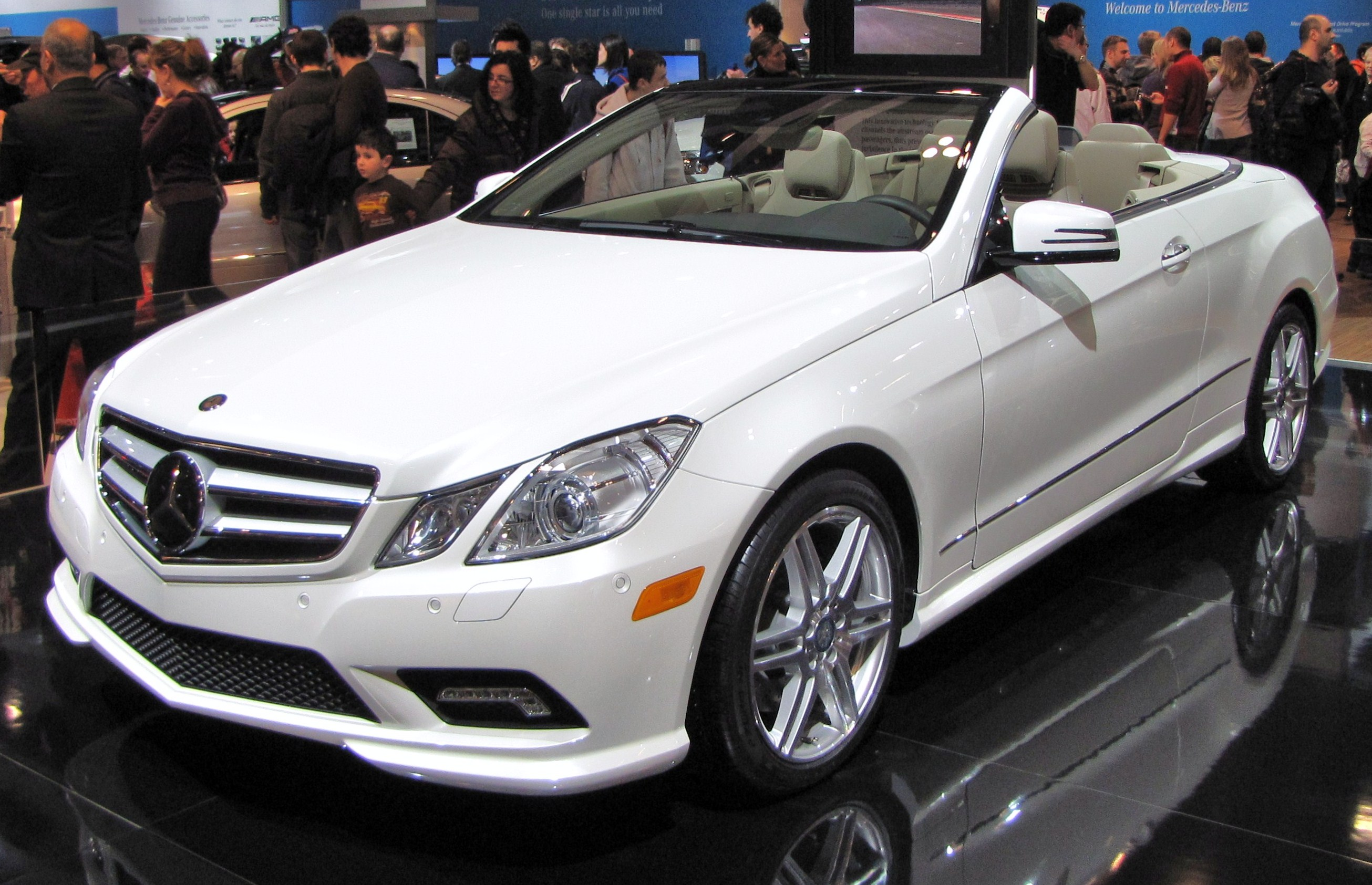
A207 (前期型)
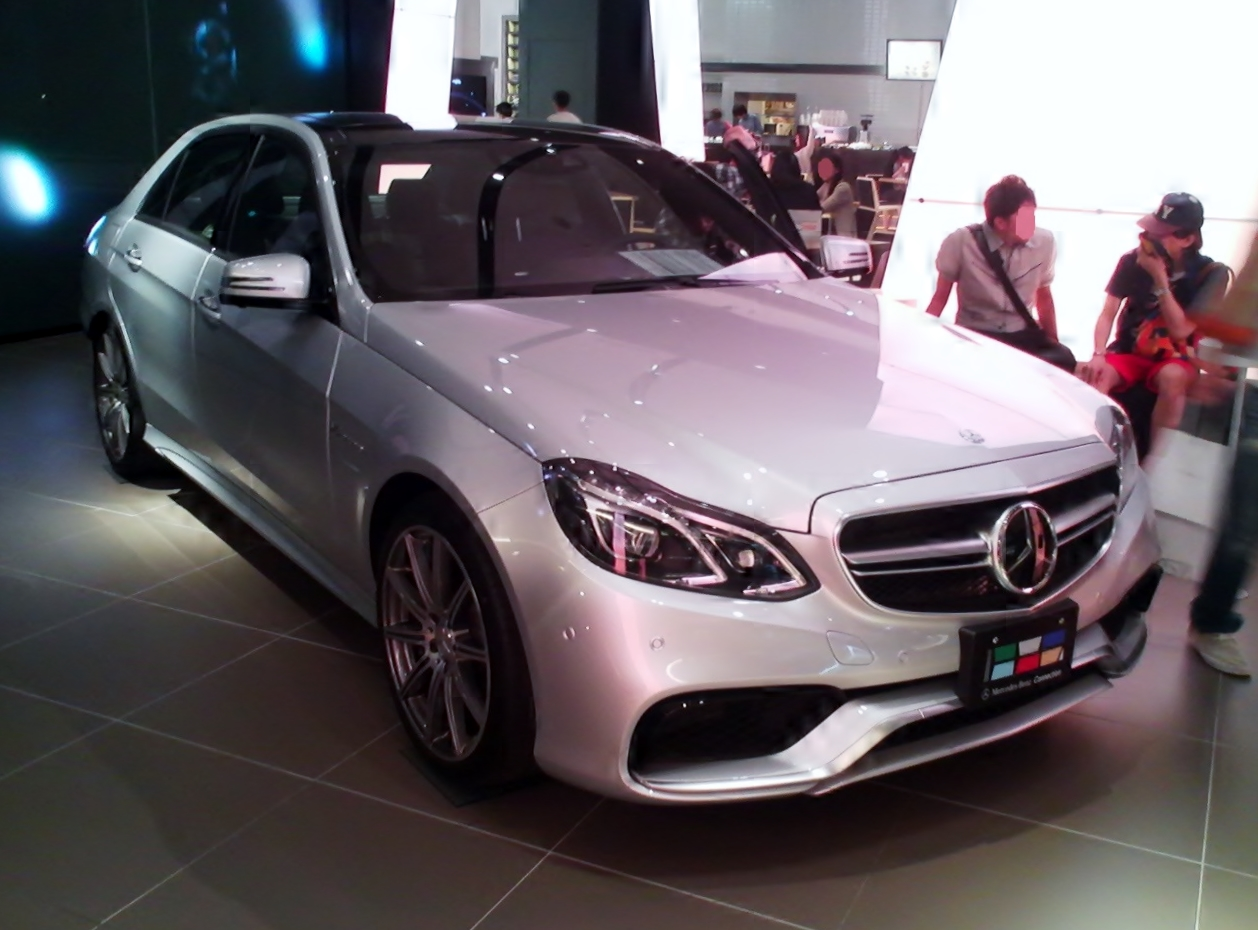
W212 E63 (後期型)
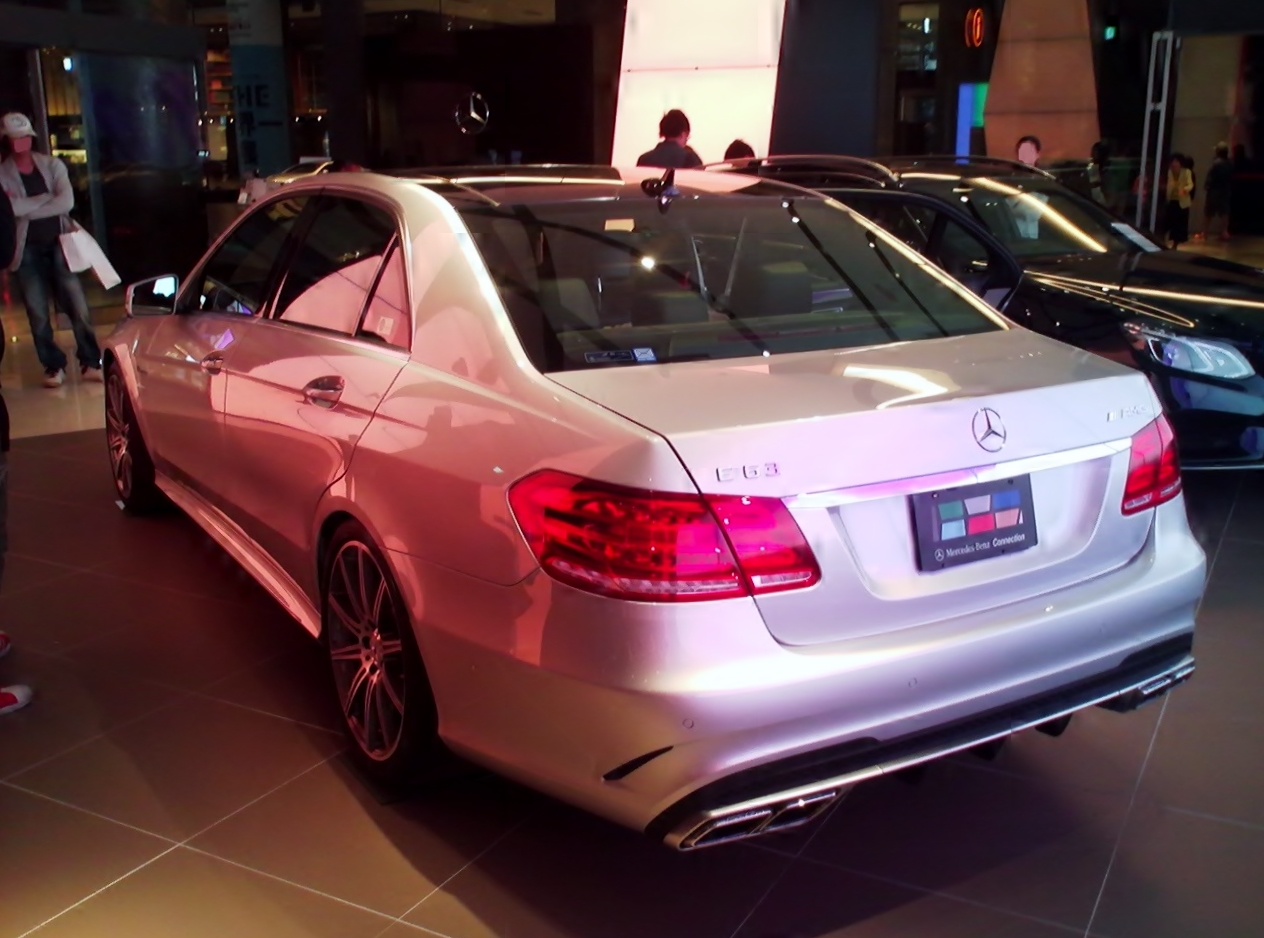
W212 E63 (後期型)

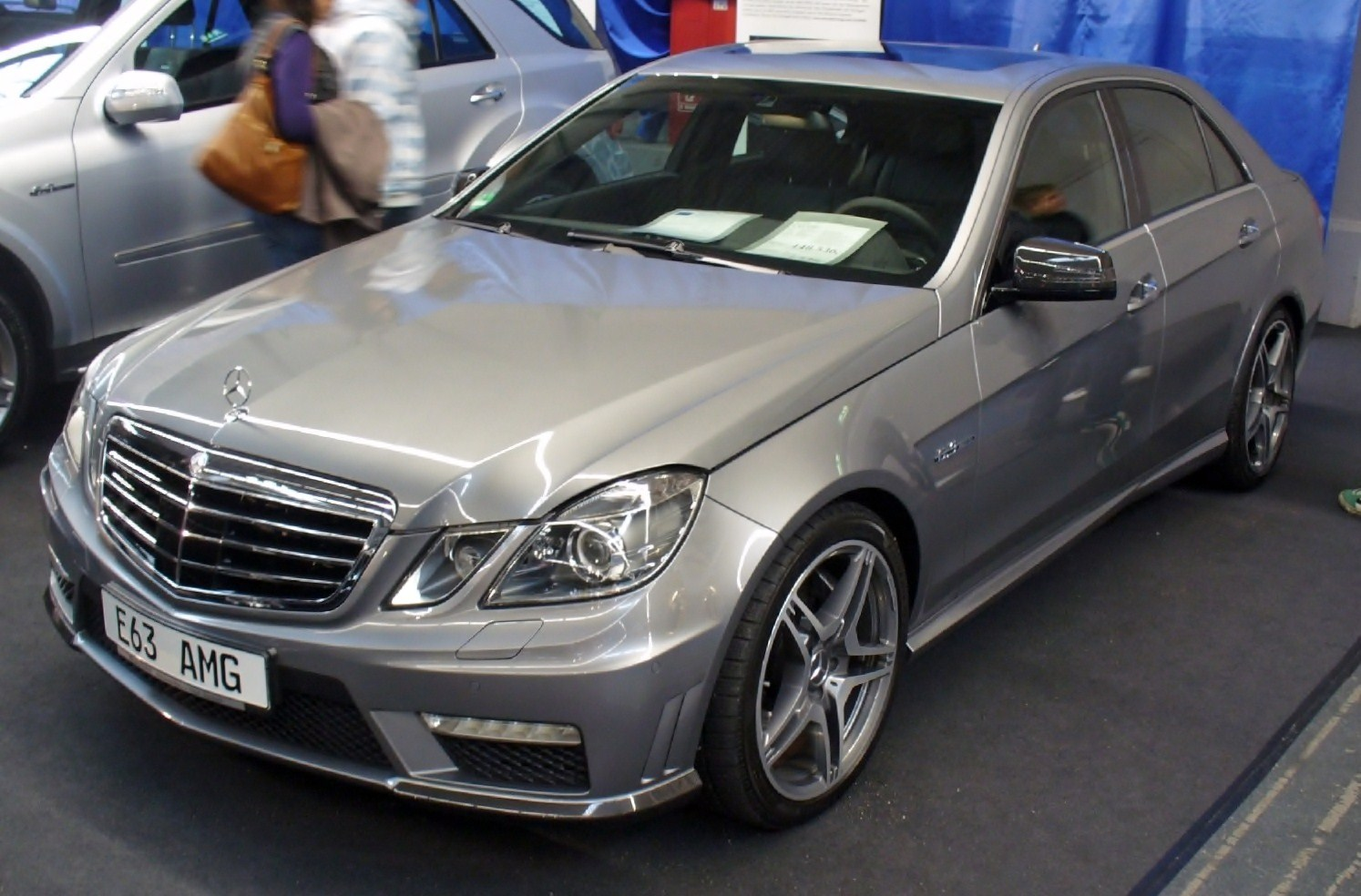
W212 E63 (前期型)
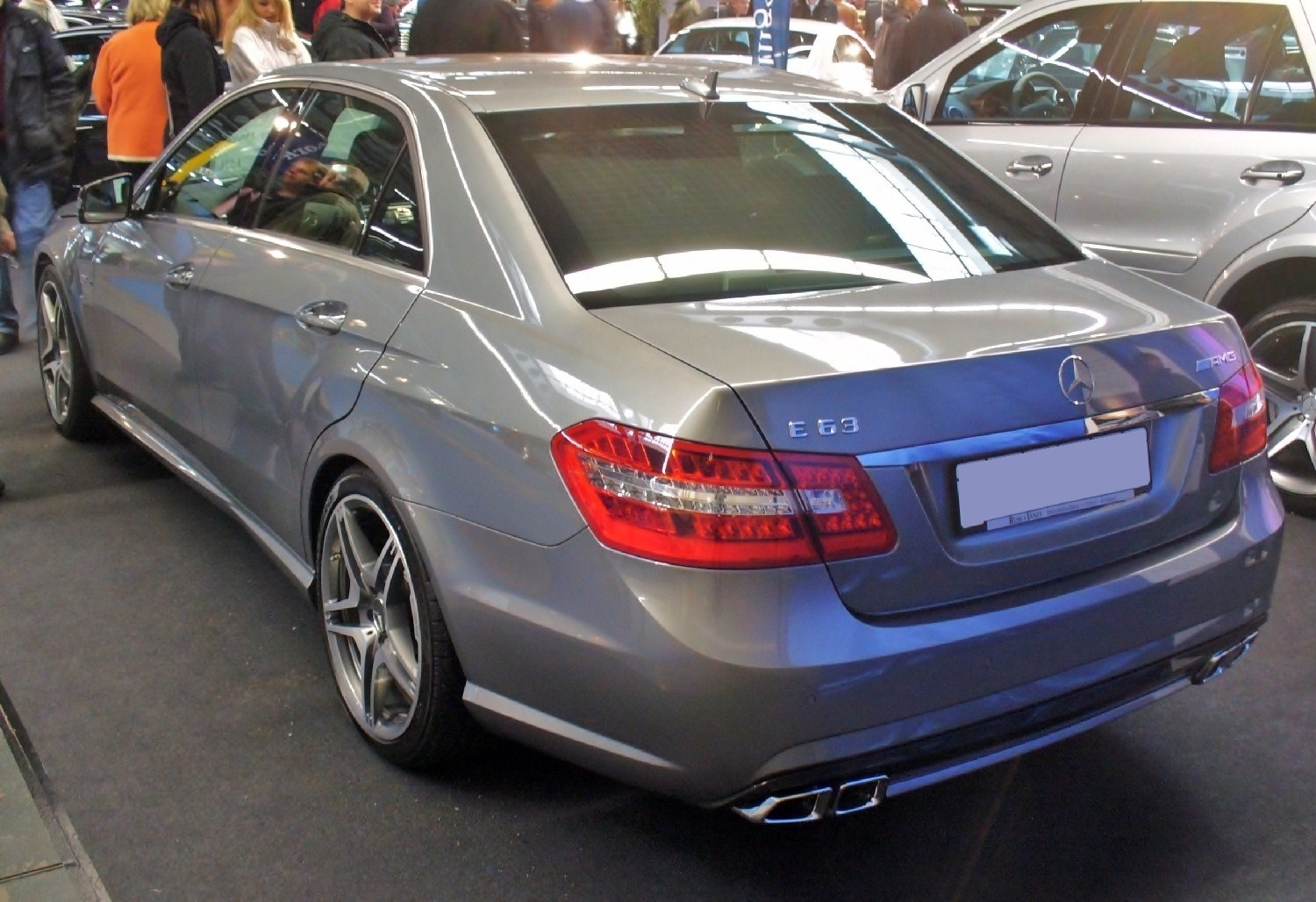
W212 E63 (前期型)

## グレード

### 現行モデル (日本仕様)
| グレード | 排気量 | エンジン形式 | エンジン形式                             | 最高出力・最大トルク | 変速機 | 駆動方式 |
| --- | ------ | ------------ | ---------------------------------------- | -------------------- | ------ | -------- |
| メルセデス-AMG E63 S | 5.5L   | 157型        | DOHC V型8気筒                            | 585 PS/81.5 kg・m    | 7速AT  | FR       |
| メルセデス-AMG E63 S 4MATIC メルセデス-AMG E63 S 4MATIC ステーションワゴン                                                                  | 5.5L   | 157型        | DOHC V型8気筒                            | 585 PS/81.5 kg・m    | 7速AT  | 4WD      |
| メルセデスーAMG E63 | 5.5L   | 157型        | DOHC V型8気筒                            | 557 PS/73.4 kg・m    | 7速AT  | FR       |
| メルセデス-AMG E63 4MATIC メルセデス-AMG E63 4MATIC ステーションワゴン                                                                      | 5.5L   | 157型        | DOHC V型8気筒                            | 557 PS/73.4 kg・m    | 7速AT  | 4WD      |
| E550 アバンギャルド E550 ステーションワゴン アバンギャルド                                                                                  | 4.7L   | 278型        | DOHC V型8気筒                            | 408 PS/61.2 kg・m    | 7速AT  | FR       |
| E400 ハイブリッド アバンギャルド | 3.5L   | 276型        | DOHC V型6気筒                            | 306 PS/37.7 kg・m    | 7速AT  | FR       |
| E400 アバンギャルド E400 ステーションワゴンアバンギャルド                                                                                   | 3.5L   | 276型        | DOHC V型6気筒 ツインターボチャージャー付 | 333 PS/48.9 kg・m    | 7速AT  | FR       |
| E400 クーペ E400 カブリオレ | 3.5L   | 276型        | DOHC V型6気筒 ツインターボチャージャー付 | 333 PS/49.0 kg・m    | 7速AT  | FR       |
| E300 4MATIC アバンギャルド E300 4MATIC ステーションワゴン アバンギャルド                                                                    | 3.5L   | 276型        | DOHC V型6気筒                            | 252 PS/34.7 kg・m    | 7速AT  | 4WD      |
| E300 アバンギャルド E300 ステーションワゴン アバンギャルド                                                                                  | 3.5L   | 276型        | DOHC V型6気筒                            | 252 PS/34.7 kg・m    | 7速AT  | FR       |
| E350 ブルーテック アバンギャルド E350 ブルーテック ステーションワゴン アバンギャルド                                                        | 3.0L   | 642型        | DOHC V型6気筒 ターボチャージャー付       | 252 PS/63.2 kg・m    | 7速AT  | FR       |
| E250 アバンギャルド E250 ステーションワゴン アバンギャルド E250 クーペ E250 カブリオレ                                                      | 2.0L   | 274型        | DOHC 直列4気筒 ターボチャージャー付      | 211 PS/35.7 kg・m    | 7速AT  | FR       |
| E220 ブルーテック E220 ブルーテック アバンギャルド E220 ブルーテック ステーションワゴン E220 ブルーテック ステーションワゴン アバンギャルド | 2.2L   | 651型        | DOHC 直列4気筒 ターボチャージャー付      | 177 PS/40.8 kg・m    | 7速AT  | FR       |